# Мацелюх Богдан Павлович
Богда́н Па́влович Мацелю́х (нар. 2 жовтня 1932, село Цетуля Яворівського району Львівської області) — український мікробіолог-генетик, завідувач відділу генетики мікроорганізмів Інституту мікробіології та вірусології ім. Д. К. Заболотного НАН України, член-кореспондент НАН України, доктор біологічних наук, професор, лікар, поет, учасник національно-визвольного руху. Молодший брат радянської дисидентки Ольги Горинь, старший брат художника Ярослава Мацелюха.

## Життєпис
Народився 2 жовтня 1932 р. в селі Цетуля Яворівського району Львівської області. Батько Мацелюх Павло Матвійович (1903—1987) — громадсько-політичний діяч, просвітянин, кооперативний діловод, державний службовець. Мати Мацелюх (Вахула) Мотрона Романівна (1901—1993) — селянка. Дитинство минуло в селі Цетуля в довоєнні роки (учень початкової школи та пастух). У 1944 р. вступив у сьомий клас Яворівської СШ № 2, яку закінчив зі срібною медаллю в 1948 р. й цього ж року вступив на лікувальний факультет Львівського державного медичного інституту. У вересні 1949 р. був заарештований та засуджений військовим трибуналом як неповнолітній до 10 років ув'язнення у таборах суворого режиму міста Воркути, а в серпні 1954 р. — звільнений та реабілітований.
У 1954 р. відновив навчання в медичному інституті, в якому на кафедрі мікробіології проводив досліди з бактеріофагом кишкової палички, адаптувавши його до літичної дії на склеромну паличку. Ці результати опублікував у всесоюзному журналі ЖМЭИ (1958, № 1). У 1959 р. закінчив медичний інститут із відзнакою й працював за направленням лікарем-інфекціоністом і патологоанатомом у Березнеговатській міжрайонній лікарні на Миколаївщині. Досвід успішного лікування правцю опублікував у журналі «Врачебное дело» (1961, № 3). У 1960—1963 роках навчався в аспірантурі при Інституті мікробіології та вірусології ім. Д. К. Заболотного НАН України. У 1964 р. захистив кандидатську, а в 1980 р. — докторську дисертації. З 1966 р. й дотепер — завідувач відділу генетики мікроорганізмів ІМВ НАН України.

## Наукова та педагогічна діяльність
Автор наукових праць з фундаментальних і прикладних проблем генетики мікроорганізмів, зокрема з молекулярної генетики стрептоміцетів: індукований мутагенез в динаміці реплікації ДНК, репарація пошкоджень ДНК, генетична рекомбінація при злитті протопластів та їх трансформації за допомогою ДНК, вивчення плазмід і конструювання на їх основі векторних молекул, побудова генетичних карт, розкриття хімічної структури, молекулярного механізму дії і визначення повної послідовності пучка генів біосинтезу нового протипухлинного антибіотика ландоміцину Е,  секвенування геномів стрептоміцетів і пучка генів біосинтезу каротиноїдів, пошук і з'ясування хімічної структури нових транскрипційних регуляторів вторинного метаболізму і нових антибіотиків, клонування генів, селекція і впровадження у промисловість мікроорганізмів — високоактивних продуцентів поліміксину В, біовіту, олеандоміцину, канаміцину і бета-каротину. Опублікував понад 280 наукових праць, в тому числі три монографії і одинадцять авторських свідоцтв СРСР і патентів України. Підготував тринадцять кандидатів наук. Протягом двадцяти років викладав спецкурси лекцій з генетики мікроорганізмів і вірусів у Київському національному університеті ім. Т. Г. Шевченка. Успішно співпрацював з вітчизняними (Львів, Київ) та закордонними ученими Чехословаччини, Болгарії, Німеччини, Іспанії і США в рамках різних наукових програм і був учасником відповідних конференцій учених у Празі, Йені, Варшаві, Софії та Оснабрюці. Брав участь в роботі IX міжнародного конгресу мікробіологів (Москва, 1966), XVI Міжнародного генетичного конгресу (голова секції № 4 «Генетика і генетичні основи селекції мікроорганізмів») (Москва, 1978), VIII  Міжнародного симпозіуму з генетики промислових мікроорганізмів (Єрусалим, 1998), Х Європейського конгресу з біотехнології (Мадрид, 2001) і І Конгресу ФЕМТ європейських мікробіологів (Любляна, 2003). Учасник Світового з'їзду вихідців з Яворівщини (Яворів, 2002) і з'їзду гімназистів з нагоди 100-річчя Яворівської гімназії «Рідна Школа» ім. Осипа Маковея (Яворів, 2008). Успішно провів на базі відділу генетики мікроорганізмів два міжнародних навчальних курси ЮНЕСКО з біотехнології і генетичної інженерії (1990) і генетики бактерій і стрептоміцетів (1992). Був головою секції «Генетика мікроорганізмів» і доповідачем майже на всіх з'їздах Товариства мікробіологів України ім. С. М. Виноградського і Українського товариства генетиків і селекціонерів ім. М. І. Вавилова. Продав закордонним фірмам ліцензії на штами мікроорганізмів — промислові продуценти бета-каротину і поліміксину В.

### Членство в редколегіях наукових журналів, спеціалізованих радах із захисту дисертацій, наукових товариствах, відділенні НАН України та Національній спілці письменників України
Член редакційних колегій наукових журналів «Біополімери і клітина» та «Мікробіологічного журналу», редакційної ради «Вісника Українського товариства генетиків і селекціонерів», спеціалізованих рад із захисту докторських дисертацій при Інституті мікробіології і вірусології ім. Д. К. Заболотного НАН України і Інституті молекулярної біології і генетики НАН України, член президії і президент (2002—2004) Товариства мікробіологів України ім. С. М. Виноградського, член Комісії НАН України з питань організації діяльності наукових об'єктів, що становлять національне надбання, Міжвідомчої комісії з питань біологічної та генетичної безпеки  при Раді національної безпеки і оборони України, Національної спілки письменників України. Протягом тривалого часу був членом президії Українського товариства генетиків і селекціонерів ім. М. І. Вавилова, ВАК України і бюро Відділення біохімії, фізіології і молекулярної біології НАН України.

### Праці
- «Проблеми генетичної трансформації» (1969),
- «Реплікація й рекомбінація ДНК бактерій та актиноміцетів» (1979),
- «Генетичні карти мікроорганізмів» (1986).

### Найважливіші публікації
- Б. П. Мацелюх. Проблемы генетической трансформации. Киев: «Наукова думка», 1969, 214 с.
- Б. П. Мацелюх. Рекомбинация и репликация ДНК бактерий и  актиномицетов. Киев: «Наукова думка», 1979, 287 с.
- И. А. Захаров, Б. П. Мацелюх. Генетические карты микроорганизмов. Справочное пособие. Киев: «Наукова думка», 1986, 252 с.
- А. С. Стенько, Б. П. Мацелюх, Т. Д. Дехтяренко, Е. Е. Стефанишин и др. Использование липосом в трансформации Streptomyces griseus. — ДАН СССР, 1986, т. 288, № 6, С. 1491—1493.
- Б. П. Мацелюх. Генетика і селекція мікроорганізмів. — Мікробіол. журн., 1998, т. 60, № 5, С. 60-72.
- Б. П.  Мацелюх, О. В. Тимчик, А. Б. Мацелюх. Вплив умов вирощування Streptomyces globisporus 3-1 на продукування ландоміцину Е. — Там же, 2005, т. 67, № 4, С. 44-51.
- В. О. Іваниця, В. С. Підгорський, Н. Г. Юргелайтіс, Т. В. Бурлака, Б. П. Мацелюх, І. Г. Скрипаль. Словник термінів у мікробіології. Київ: «Наукова думка», 2006, 200 с.
- С. Л. Голембіовська, Б. П. Мацелюх. Продукування каротину і лікопіну мутантами Streptomyces globisporus 1912. — Мікробіол. журн., 2008, т.70, № 4, С. 45-50.
- Б. П. Мацелюх, О. І. Бамбура, О. П. Копейко, О. Л. Стоянова. Виділення і характеристика антибіотиків стрептоміцетів, ізольованих із ґрунтів України. — Там же, 2011, т. 73, № 1, С. 17-23.
- Korynevska, P. Heffeter, B. Matselyukh, L. Elbling et al. Mechanisms underlying the anticancer activities of the angucycline landomycin E. — Biochem. Pharmacol., 2007, v. 74, N 12, P. 1713—1726.
- B.P. Matselyukh, L.V. Polishchuk, V.V. Lukyanchuk, S.L. Golembiovska, V.Y. Lavrenchuk. Molecular mechanism of the carotenoid biosynthesis activation in the producer Streptomyces globisporus 1912. — Biotechnologia acta, 2014, v.7, N 6, P. 69-74.
- Matselyukh, F. Mohammadipanah, H. Laatsch, J. Rohr et al. N-methylphenylalanyl-dehydrobutyrine diketopiperazine, an A-factor mimic that restores antibiotic biosynthesis and morphogenesis in Streptomyces globisporus 1912-2 and Streptomyces griseus 1439. — J. Antibiot. (Tokio), 2015, v. 68, P. 9-14.
- B.P. Matselyukh, L.V. Polishchuk, V.V. Lukyanchuk. Complete sequence of landomycin E biosynthetic gene cluster from Streptomyces globisporus 1912. — Мікобіол. журн., 2015, т. 77, № 1, С. 51-56.

## Авторські свідоцтва та патенти
- Штамм Bacillus polymyxa БС 153 — продуцент полимиксина В. — А.с. 507059 СССР, МКИ 4 С 12Д 19/20 от 21.11.1975. Мацелюх Б. П., Коваль А. М., Мацелюх Д. Я., Преображенский Л. Н., Евсеева Р. Н., Богацкий М. А.
- Штамм Bacillus polymyxa БС 153-29/3 — продуцент полимиксина В. — А.с. 790780 СССР, МКИ 4 С 12Д  9/00 от 21.08.1980. Павлюк Ю. В., Богацкий М. А., Анахова В. А., Мацелюх Б. П., Стрижкова А. М., Бартошевич Ю. Э., Нестеренко А. Г., Преображенский Л. Н.
- Способ получения полимиксина В. — А.с. 824641 СССР, МКИ 4, С 12Р 1/06 от 22.12.1980. Павлюк Ю. В., Богацкий М. А., Анахова В. А., Мацелюх Б. П., Стрижкова А. М., Орлова Н. В., Бартошевич Ю. Э., Нестеренко А. Г., Преображенский Л. Н., Виноградов В. В.
- Штамм Р-5-10, гибрид Streptoverticillium mycoheptinicum и Streptomyces coelicolor, испльзуемый для получения микогептина и  брюнетомицина. — А.с. 1251534 СССР, МКИ 4 С12Д  12/20 от 15.04.1986. Лапина И. К., Венедиктов В. В., Жукова Р. А., Шенин Ю. Д., Шевченко А. А., Стенько А. С., Мацелюх Б. П.
- Штамм гетероталличного гриба Blakeslea trispora — продуцент бета- каротина. — А.с. 1476900 СССР, МКИ 4 С12 Р 23/00 от 3.01.1989. Стенько А. С., Мацелюх Б. П., Кунщикова И. С., Горная М. С., Безкоровайная Н. К., Бондарь И. В.
- Штамм актиномицета Streptomyces aureofaciens — продуцент хлортетра-циклина. — А.с. 1490964 СССР, МКИ 4 С12Р 1/00 от 1.03.1989. Мацелюх Б. П., Стрижкова А. М., Копейко Е. П., Лавренчук В. Я., Бамбура О. И., Загородняя А. П., Ткаченко Л. Г., Степанюк В. С., Рындюк И. Ф.
- Штамм Streptomyces antibioticus — продуцент олеандомицина. — Патент 1806466 СССР, от 2.07.1990. Шевченко А. А., Мацелюх Б. П.,  Собачкина И. С., Тыщенко А. Ф., Рыжакова Л. Б.
- Способ получения бета-каротина. А. С. 1814660 СССР, МКИ 4 С12Р 23/00, C12N 1/14 от 25.03.1991. Васильченко С. А., Никитин Г. А., Кунщикова И. С., Фадеев Г. Н., Лебедева О. Н., Орехов В. С., Стенько А. С., Мацелюх Б. П., Горная М. С., Безкоровайная Н. К., Бондарь И. В., Паенок С. М., Артюх Г. И., Горчаков В. А., Погуляка В. Д., Тюпа Г. Г. Штамм К2+ і К2- гриба Blakeslea trispora — продуцент бета-каротину. Патент України № 2220 С1  С12N 15/00, C12P 17/00, C12P 23/00 від 28.01.1993. Стенько А. С., Мацелюх Б. П., Кунщикова І. С., Горна М. С., Безкоровайна Н. К., Бондар І. В., Кунщикова Є. В.
- Очна мазь. Містить 6,26 % бета-каротину. — Патент України 98052640 від 21.05.1998, МПК 6 А 61 К 31/.07. Мацелюх Б. П., Зарума Л. Є., Мартинек Н.А, Кордонець І. Г.
- Очні краплі. Містять 6,26 % бета-каротину. — Патент України 98052641 від 21.05.1998, МПК 6 А 61 К 31/07. Мацелюх Б. П., Зарума Л. Є., Мартинек Н. А., Кордонець І. Г.

## Поетична творчість

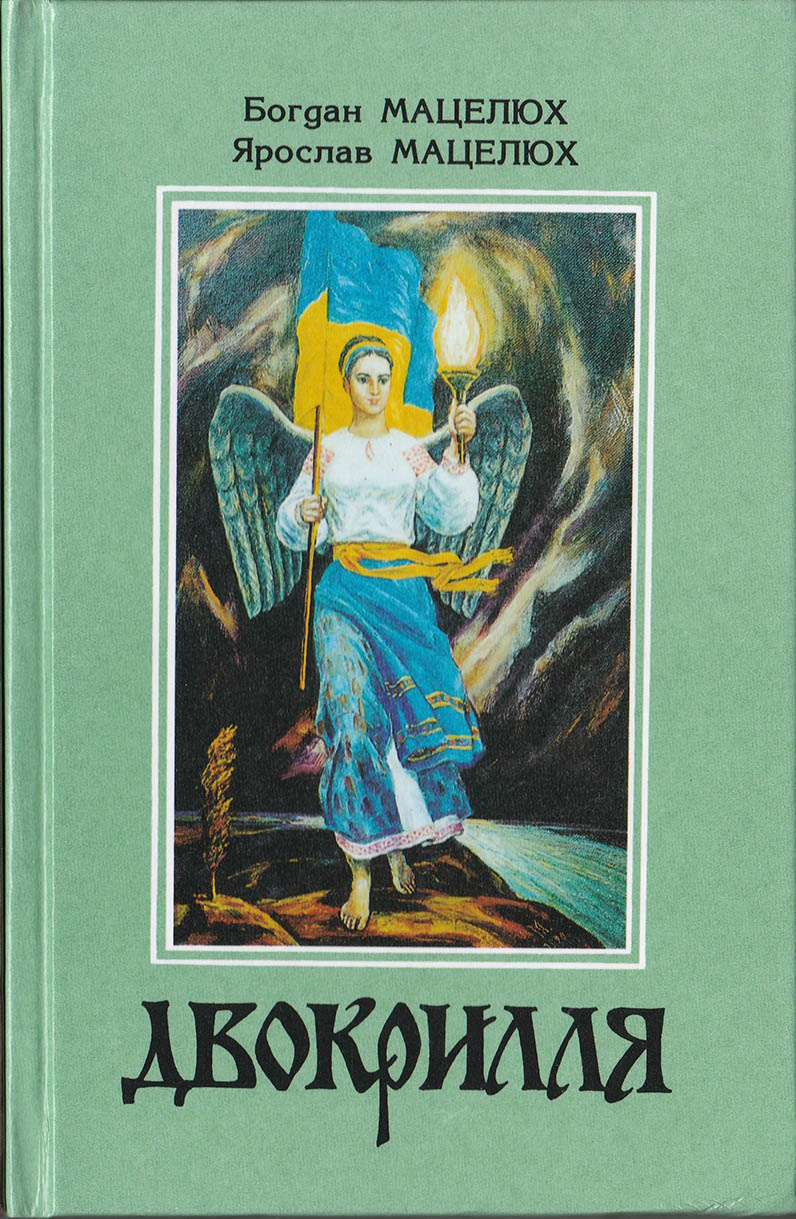
Обкладинка книги "Двокрилля"

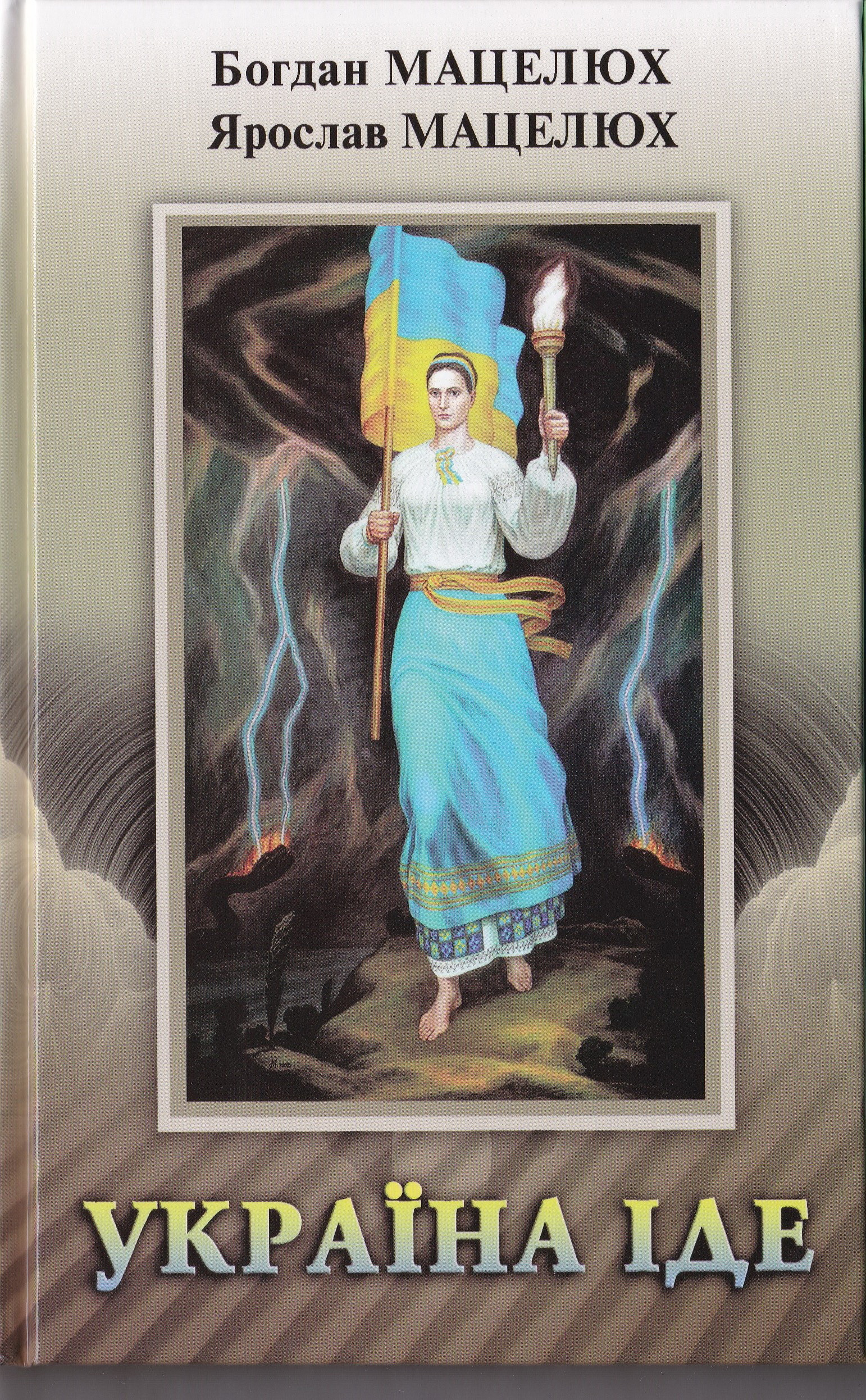
Обкладинка книги «Україна іде»

У студентські роки почав писати вірші, які друкував у районних, обласних і столичних газетах, у часописах «Дзвін» і «Світогляд», у «Літературній Україні». Разом із братом і сестрою опублікував чотири книжки:
- Богдан Мацелюх, Ярослав Мацелюх. ДВОКРИЛЛЯ. Поезія. Живопис. Київ: «Наукова думка», 2000, 136 с. + 80 с. іл.
- Богдан Мацелюх, Ярослав Мацелюх. УКРАЇНА ІДЕ: Поезія. Живопис. Київ: «Юніверс», 2012, 232 с. + 56 с. іл.
- Богдан Мацелюх, Ярослав Мацелюх, Ольга Горинь. БЕЗОДНЯ І ВЕРШИНИ. Поезія. Спогади. Живопис. Вишиті рушники. Київ: «Юніверс», 2016, 288 с. + 97 с. іл.
- Богдан Мацелюх. ЧЕРЕЗ ТЕРНИ ДО ЗІРОК. Проза. Поезія. Київ: ПрАТ «Віпол», 2017, 384 с. з іл.
- Богдан Мацелюх. ОРІОН УКРАЇНИ. Поезія. Проза. Фотографії. Київ: "Академперіодика", 2021, 228 с.

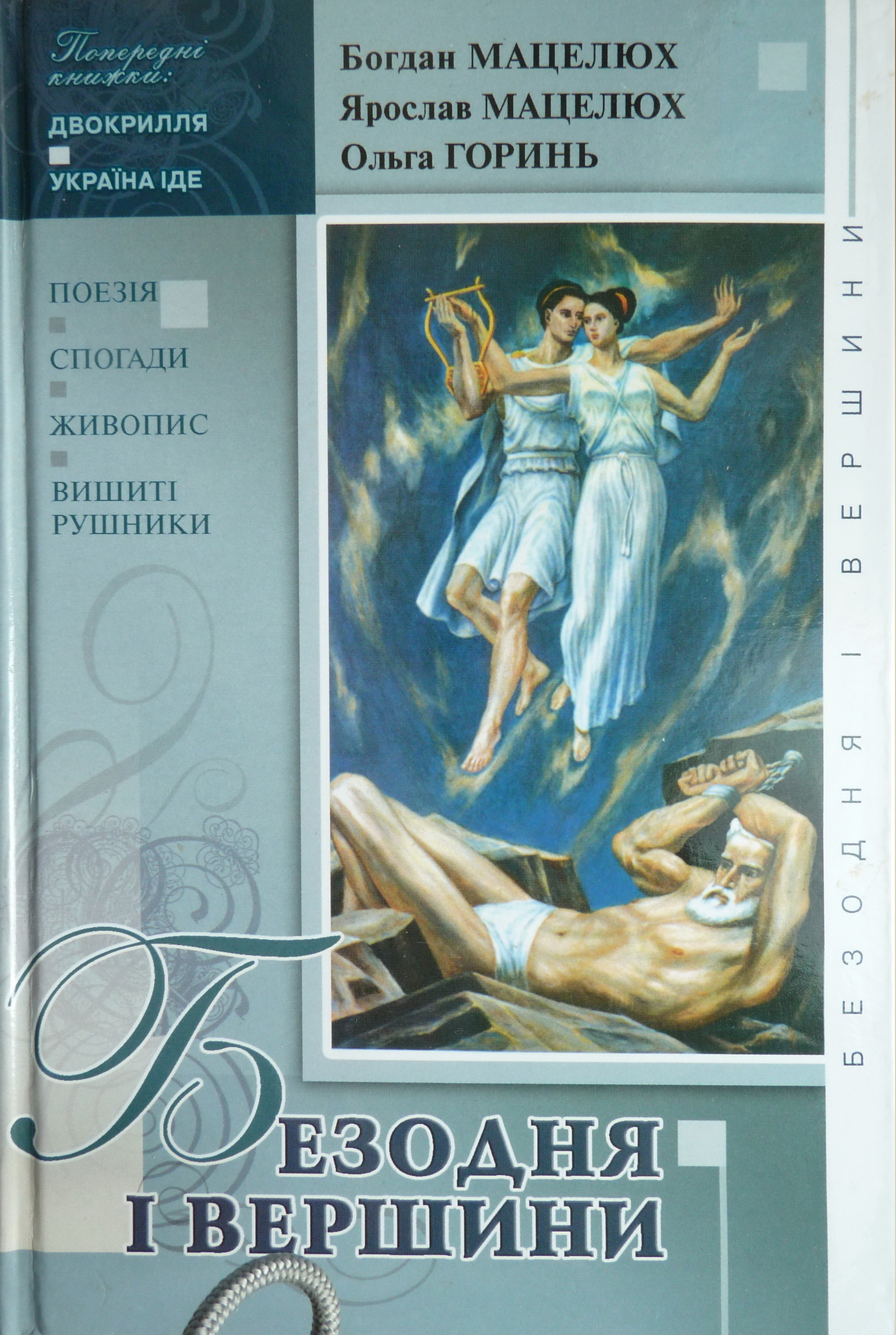
Обкладинка книги

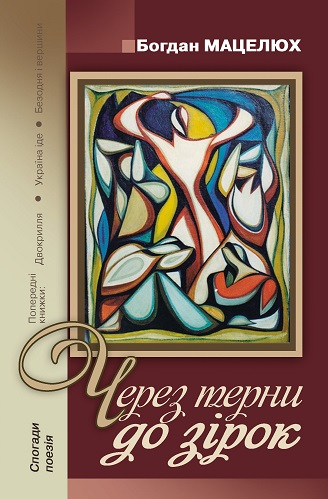
Обкладинка книги

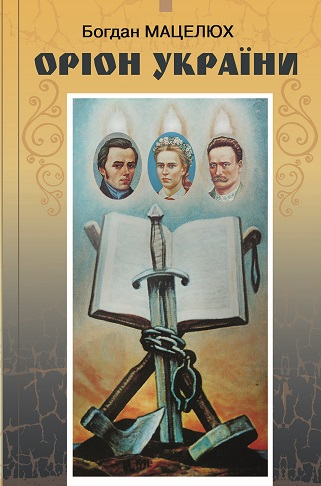
Обкладинка книги

Твори авторів захоплюють читачів щирістю та глибиною почуттів, гострим сприйняттям сучасних і минулих подій та проблем України. Будучи за фахом лікарем і мікробіологом-генетиком та пройшовши крізь в'язниці й концтабори ГУЛАГу, поет бачить людину двоїстою істотою та носієм різноманітних мутацій, якій притаманні як позитивні, так і негативні риси характеру та вчинки. Учений твердо вірить у незнищенність і гідне майбуття українського народу.

## Нагороди та відзнаки
Лауреат премії ім. Д. К. Заболотного НАН України (1989), лауреат Державної премії України в галузі науки і техніки (1991), заслужений діяч науки і техніки України (2003), Почесна Грамота Верховної Ради України (2016), відзнака НАН України «За наукові досягнення» (2012), орден Святого Рівноапостольного князя Володимира Великого III ступеня УПЦ КП (2002), Знак Ордена «Святий князь Володимир» III ступеня МАРТІС «Золота Фортуна» (2012), Грамота і ювілейна відзнака «60 років УПА» Всеукраїнського братства ОУН-УПА ім. Т. Чупринки (2002), бронзова (1977) і срібна (1989) медалі ВДНГ СРСР, знак «Изобретатель СССР», медаль «В память 1500-летия Киева» (1982), медаль «Ветеран труда» (1987), диплом Міської ради м. Львова «Шляхетна львівська родина» Родина Горинів-Мацелюхів.